# Rolfeara
× Rolfeara, (abreviado Rolf) en el comercio, es un híbrido intergenérico entre los géneros de orquídeas Brassavola × Cattleya × Sophronitis. Fue publicado en Orchid Rev. 27: 3 (1919).